# Santiago Apóstol (Oaxaca)
Santiago Apóstol es una localidad del estado mexicano de Oaxaca. Pertenece al distrito de Ocotlán, dentro de la región valles centrales. Es cabecera del municipio de Santiago Apóstol.

## Historia
Santiago Apóstol fue fundado en el año de 1526 por personas de procedencia desconocida.

## Geografía
El territorio del municipio de Santiago Apóstol tiene una extensión total de 17.95 kilómetros cuadrados, lo conforma la cabecera municipal y las localidades de San Sebastián Ocotlán, San Lucas, Las Cruces y Piedra Cuache. limita al norte con Santa Ana Zegache, al sur con el municipio de Ocotlán de Morelos, al este con el municipio de San Pablo Huixtepec y Santa Inés Yatzeche el resto de sus límites son con el municipio de Ocotlán de Morelos.

## Demografía
La población total del municipio de Santiago Apóstol es de 4,220 habitantes, siendo 1,879 hombres y 2,341 mujeres, de acuerdo con los resultados del Conteo de Población y Vivienda de 2010 realizado por el Instituto Nacional de Estadística y Geografía.